# Rubus saguramicus
Rubus saguramicus är en rosväxtart som beskrevs av Sergei Vasilievich Juzepczuk och L.S. Krassovskaja. Rubus saguramicus ingår i släktet rubusar, och familjen rosväxter. Inga underarter finns listade i Catalogue of Life.